# Пагурек (Підкарпатське воєводство)
Пагурек (пол. Pagórek) — село в Польщі, у гміні Дембовець Ясельського повіту Підкарпатського воєводства.
Населення — 421 особа (2011).
У 1975-1998 роках село належало до Кросненського воєводства.

## Демографія
Демографічна структура станом на 31 березня 2011 року:
|          | Загалом | Допрацездатний вік | Працездатний вік | Постпрацездатний вік |
| -------- | ------- | ------------------ | ---------------- | -------------------- |
| Чоловіки | 202     | 50                 | 133              | 19                   |
| Жінки    | 219     | 53                 | 118              | 48                   |
| Разом    | 421     | 103                | 251              | 67                   |